# Gyromitryna
Gyromitryna – organiczny związek chemiczny będący jednocześnie hydrazonem i hydrazydem. Jest to substancja lotna, w organizmie człowieka metabolizuje do MMH.
Gyromitryna jest mykotoksyną występującą m.in. w następujących gatunkach grzybów:
- piestrzenica kasztanowata (Gyromitra esculenta);
- koronica ozdobna (Sarcoscypha crassa).

Spożycie owocników tych gatunków powoduje hemolizę i uszkodzenie wątroby, a pierwsze objawy zatrucia występują po 6–24 godzinach w postaci osłabienia, wymiotów oraz bólów głowy i brzucha. Zatrucie może być śmiertelne. Ponadto gyromitryna jest karcynogenem.